# Шиповник окаймлённый
Шипо́вник окаймлённый (лат. Rosa marginata), или шипо́вник Ю́ндзилла, или ро́за Ю́ндзилла (лат. Rosa jundzillii) — многолетний кустарник, вид рода Шиповник (Rosa) семейства Розовые (Rosaceae).

## Описание

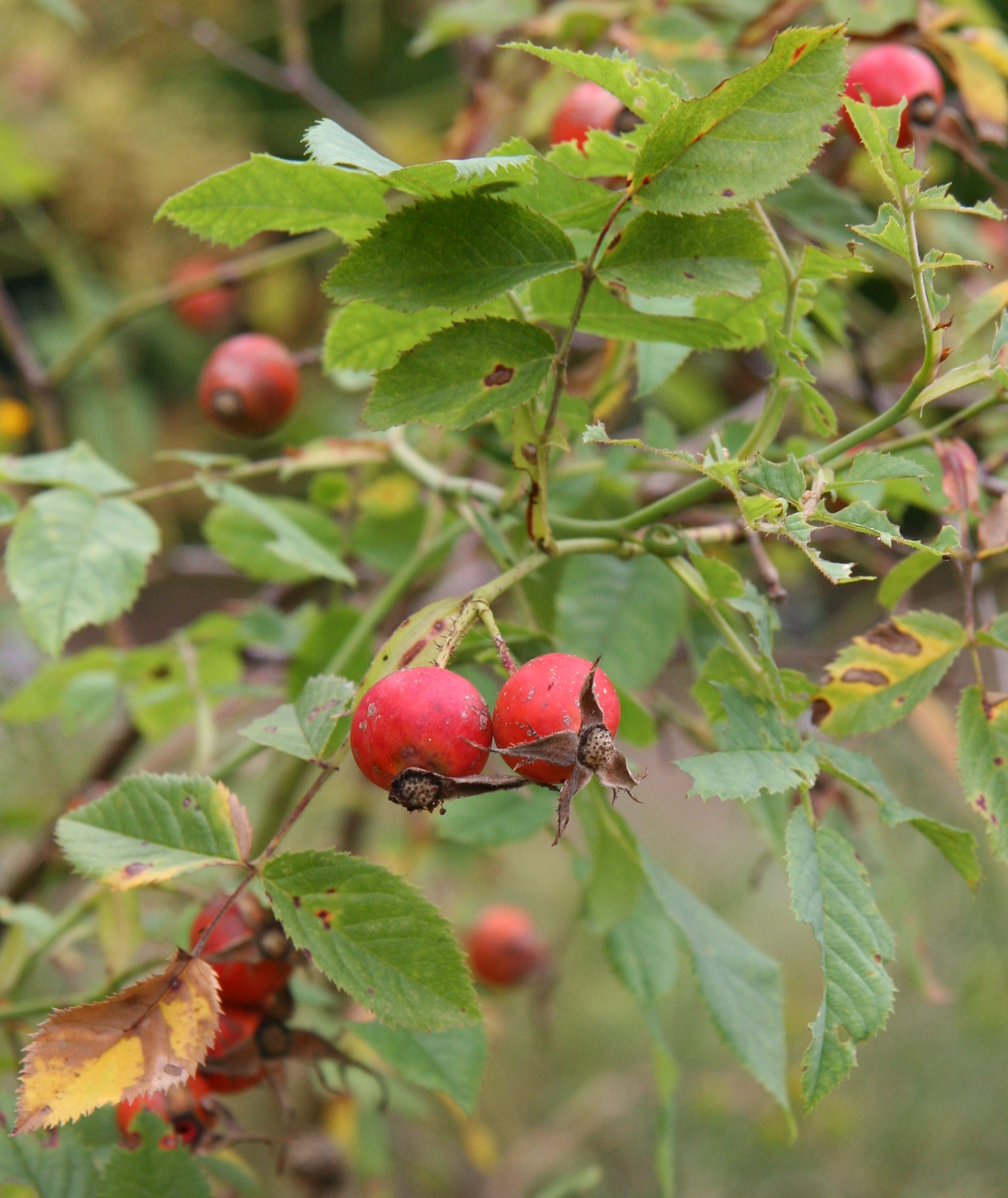
Плоды в стадии зрелости

Невысокий кустарник, достигающий в высоту 1 м (реже 3 м).
Ветви имеют немногочисленные прямые или слегка изогнутые шипы, расширяющиеся у основания.
Листья сложные, появляются в мае, имеют железисто-щетинистую центральную жилку, достигают 8—10 см в длину и состоят из 5—7 листочков. Листочки могут быть тупыми или заострёнными, размером 2,5—3,5 см в длину и 2—3 см в ширину, с железисто-пильчатыми зубцами по краям. Верхняя поверхность листочков гладкая, а нижняя — опушена. Прилистники крупные, с нижней стороны и по краю железисто-реснитчатые.
Цветки ярко-розового цвета, одиночные либо собранные по 2—3 штуки, имеют диаметр 4—6 см; цветоножки длиной 2—2,5 см, железисто-щетинистые. Чашелистики длинные, с перистыми краями и с железисто-щетинистой спинкой. Цветёт в июне — июле.
Плоды кроваво-красного цвета, созревают в сентябре — октябре, имеют шаровидную или яйцевидную форму и короткую шейку, достигают в длину 2,5—3 см, снизу железисто-волосистые, содержат от 9 до 35 семян.
Набор хромосом — 2n = 42.

## Экология
Петрофит. Произрастает в степях, по остепенённым опушкам, меловым и каменистым склонам.

## Распространение
Ареал — бассейн течения Днепра и Днестра, Европейская часть России, Южная и Восточная Франция, Средняя Германия, Альпы и Пиренеи.

## Охранный статус
Вид занесён в Красную книгу Курской области.

## Систематика
Действующее научное название — Rosa Marginata Wallr. (1815) было впервые опубликована в 1815 году немецким ботаником Фридрихом Вильгельмом Вальротом в Annus botanicus..., стр. 68. Видовой эпитет маргината означает «окаймлённый».
Вид имеет множество синонимов, самый распространённый в русскоязычной литературе: Rosa jundzillii Besser — шиповник Юндзилла. Видовой эпитет jundzillii дан Вилибальдом Бессером в честь польско-литовского ботаника и врача Станислава Бонифация Юндзилла (1761–1847).
Шиповник окаймлённый очень похож на некоторые гибриды шиповника французского (Rosa gallica) и шиповника собачьего (Rosa canina), поэтому это может быть гибрид, который распространился даже дальше на север, чем шиповник французский. Предположительно, шиповник окаймлённый представляет собой высокополифилетический комплекс с большой изменчивостью многих признаков. Таксономический статус этого вида шиповника до сих пор не выяснен.